# Aïssata Soulama
Aïssata Soulama, née le 11 février 1979, est une athlète burkinabé. 

## Biographie
Aïssata Soulama est médaillée d'or du 400 mètres haies aux championnats ouest-africains de 2005, puis médaillée d'argent du 400 mètres haies aux Jeux de la Francophonie de 2005 à Niamey et aux Jeux africains de 2007 à Alger. Elle est médaillée de bronze du 400 mètres haies aux Championnats d'Afrique d'athlétisme 2006 à Maurice et aux Championnats d'Afrique d'athlétisme 2008 à Addis-Abeba.
Elle est le porte-drapeau de la délégation burkinabé aux Jeux olympiques d'été de 2008 à Pékin.